# روبيرتو دي ماتيو
روبيرتو دي ماتيو (بالإيطالية: Roberto Di Matteo)‏ (مواليد 29 مايو 1970 في شافهاوسن في سويسرا)، لاعب كرة قدم إيطالي سابق، كان يلعب في مركز خط الوسط، ودرب سابقا كلا من نادي تشيلسي و‌شالكه و‌أستون فيلا.

## المسيرة الاحترافية
بدأ مع فريق نادي شافهاوسن السويسري عام 1988 وحتى 1991، انتقل لنادي زيورخ السويسري لمدة موسم واحد 1991-92، وانتقل بعدها لنادي أراوا السويسري لمدة موسم واحد 1992-93، انتقل لنادي لاتسيو عام 1993 حتى 1996، قبل أن ينضم لنادي تشيلسي 1996 حتى 2002 واختتم مسيرته الاحترافية هناك. ولم يكن دي ماتيو لاعباً معروفاً على مستوى عالي .

## المسيرة الدولية
خاض مع المنتخب الإيطالي 34 مباراة سجل خلالهم هدفان، وكان ضمن قائمة المنتخب في بطولة كأس الأمم الأوروبية لكرة القدم 1996، كذلك في بطولة كأس العالم لكرة القدم 1998.

## المسيرة التدريبية
تولى تدريب نادي ميلتون كينيز دون موسم 2008-09، ثم انتقل لتدريب فريق نادي ويست بروميتش ألبيون لمدة عامين من 2009 حتى 2011، انتقل بعدها لنادي تشيلسي ليكون المدرب المساعد لفياس بواش قبل أن يتولى مهام المدير الفني موقتا عقب إقالة بواش، ليتمكن من تحقيق بطولة كأس الاتحاد الإنجليزية لعام 2012، وحقق بطولة دوري أبطال أوروبا 2011-2012 أمام بايرن ميونخ والتي تعدّ البطولة الأولى في تاريخ نادي تشيلسي على صعيد بطولات دوري الأبطال.

## روابط خارجية
- روبيرتو دي ماتيو على موقع IMDb (الإنجليزية)
- روبيرتو دي ماتيو على موقع الاتحاد الدولي (مؤرشف)  (الإنجليزية)
- روبيرتو دي ماتيو على موقع الاتحاد الأوربي (الإنجليزية)
- روبيرتو دي ماتيو على موقع قاعدة بيانات كرة القدم.إي يو (الإنجليزية)
- روبيرتو دي ماتيو على موقع بيانات كرة القدم. دي إي (الألمانية)
- روبيرتو دي ماتيو على موقع ليكيب (الفرنسية)
- روبيرتو دي ماتيو على موقع ناشيونال فوتبول تيمز (الإنجليزية)
- روبيرتو دي ماتيو على موقع Soccerbase.com (لاعب) (الإنجليزية)
- روبيرتو دي ماتيو على موقع Soccerbase.com (مدرب) (الإنجليزية)
- روبيرتو دي ماتيو على موقع عالم كرة القدم.نت (الإنجليزية)